# Trichopterigia micradelpha
Trichopterigia micradelpha là một loài bướm đêm trong họ Geometridae.